# 宮脇咲良 HKT48 畢業演唱會 〜Bouquet〜
宮脇咲良 HKT48 畢業演唱會 〜Bouquet〜（日語： Miyawaki Sakura HKT48 Sotsugyō Konsaato ~Bouquet~）是前HKT48女偶像宮脇咲良的畢業演唱會，於2021年6月19日下午6时在馬林麥瑟福岡A館舉行。

## 背景
2021年5月15日，宮脇咲良出席HKT48活動，同時宣布將於6月19日舉行「宮脇咲良 HKT48 畢業演唱會 〜Bouquet〜」，為宮脇十年的日本AKB48集團偶像生涯畫上句號。

## 後續
從HKT48畢業後，2022年3月14日，宮脇咲良宣布與韓國Source Music簽訂了专属合约，並將作为HYBE和Source Music合作推出的首个女子组合LE SSERAFIM出道。

## 演唱曲目
| 演唱曲目                     | 演唱曲目               | 演唱曲目       | 安可曲目                     | 備註  |
| ---------------------------- | ---------------------- | -------------- | ---------------------------- | ----- |
| Overture（HKT48 ver.）       | 制服のバンビ           | しぇからしか！ | あなたがいてくれたから       | [ 4 ] |
| 君のことが好きやけん         | 胡桃とダイアローグ     | ウインクは3回  | 思い出にするにはまだ早すぎる | [ 4 ] |
| 初恋バタフライ               | LOVE TRIP              | メロンジュース | 君はメロディー               | [ 4 ] |
| 早送りカレンダー             | ジワるDAYS             | メロンジュース | 桜、みんなで食べた           | [ 4 ] |
| 希望的リフレイン             | サヨナラの意味         | 大人列車       |                              | [ 4 ] |
| マンモス                     | 思い出のほとんど       | 12秒           |                              | [ 4 ] |
| 夏の前                       | 夕陽を見ているか？     | 最高かよ       |                              | [ 4 ] |
| 空耳ロック                   | 彼女                   |                |                              | [ 4 ] |
| 僕の想いがいつか虹になるまで | 夢でKiss me！          |                |                              | [ 4 ] |
| 夢を見ている間               | スキ！スキ！スキップ！ |                |                              | [ 4 ] |

## 軼事
- 宮脇咲良於YouTube上載了介紹此演唱會服裝的影片，並讚揚服裝設計師為「天才」。[7]

## 註解
1. ↑  以IZ*ONE成員身分出演
2. ↑  以HKT48成員身分出演
3. ↑  以LE SSERAFIM成員身分出演